# Rubus exsularis
Rubus exsularis är en rosväxtart som beskrevs av Liberty Hyde Bailey. Rubus exsularis ingår i släktet rubusar, och familjen rosväxter. Inga underarter finns listade i Catalogue of Life.